# العصامية: قصة السيدة ووكر
العصامية: قصة السيدة ووكر (بالإنجليزية: Self Made: Inspired by the Life of Madam C. J. Walker) هو مسلسل درامي تاريخي أمريكي قصير، يستند إلى السيرة الذاتية "وفق أسسها الخاصة" (بالإنجليزية: On Her Own Ground) للكاتبة أليليا باندلز، وقد عُرض لأول مرة في 20 مارس 2020 على منصة نتفليكس. حظي المسلسل بتقييمات إيجابية بشكل عام مع إشادة بأداء أوكتافيا سبنسر، إلا أنه تعرض لانتقادات بسبب العديد من عدم الدقة التاريخية واستخدام الترخيص الفني. وعن أدائها، حصلت سبنسر على ترشيح لجائزة إيمي برايم تايم لأفضل ممثلة رئيسية في مسلسل قصير أو فيلم.

## الفكرة الأساسية
مسلسل العصامية هو تصوير خيالي لـ"القصة غير المروية لرائدة العناية بشعر السود وريادة الأعمال مدام سي جيه ووكر، وكيف تغلبت على العداءات في أمريكا في مطلع القرن، والمنافسات الشرسة، والزواج المضطرب، لتصبح أول امرأة سوداء في أمريكا تحقق الثروة بنفسها وتصبح مليونيرة.

## وصلات خارجية
- Self Made: Inspired by the Life of Madam C. J. Walker على موقع IMDb (الإنجليزية)
- Self Made: Inspired by the Life of Madam C. J. Walker على موقع روتن توميتوز (الإنجليزية)
- Self Made: Inspired by the Life of Madam C. J. Walker على موقع نتفليكس (الإنجليزية)
- Self Made: Inspired by the Life of Madam C. J. Walker على موقع فيلمافينيتي (الإسبانية)
- Self Made: Inspired by the Life of Madam C. J. Walker على موقع كينوبويسك (الروسية)
- Self Made: Inspired by the Life of Madam C. J. Walker على موقع ألو سيني (الفرنسية)
- Self Made: Inspired by the Life of Madam C. J. Walker على موقع قاعدة بيانات الفيلم (الإنجليزية)